# Cyklohexenoxid
Cyklohexenoxid je organická sloučenina patřící mezi epoxidy. Může podléhat kationtové polymerizaci za vzniku polycyklohexenoxidu, který má vlastnosti termoplastu.

## Výroba
Cyklohexenoxid se vyrábí epoxidací cyklohexenu, kterou lze provést jako homogenní reakci pomocí peroxokyseliny nebo jako heterogenní katalytickou reakci (katalyzovanou například stříbrem) pomocí molekulárního kyslíku.
V průmyslu se upřednostňuje heterogenní katalýza, protože se pak snadněji odděluje produkt a obnovuje katalyzátor. V odborné literatuře byla popsána oxidace cyklohexenu peroxidem vodíku. Bylo také zjištěno, že účinným způsobem výroby je i oxidace pomocí metaloporfyrinových komplexů.

## Reakce
Cyklohexenoxid byl podrobně zkoumán různými analytickými metodami. V roztoku může být polymerizován za katalýzy kyselinou v pevném skupenství.

## Využití
Jedním z možných využití cyklohexenoxidu je příprava bromadolinu.